# Chrysomya latifrons
Chrysomya latifrons är en tvåvingeart som först beskrevs av Malloch 1927.  Chrysomya latifrons ingår i släktet Chrysomya och familjen spyflugor. Inga underarter finns listade i Catalogue of Life.